# 斯洛博濟亞門德拉鄉
43°55′N 24°42′E / 43.917°N 24.700°E
斯洛博濟亞門德拉鄉（羅馬尼亞語：Comuna Slobozia Mândra, Teleorman），是羅馬尼亞的鄉份，位於該國南部，由特列奧爾曼縣負責管轄，面積38平方公里，2007年人口1,990，人口密度每平方公里53人，超過九成居民信奉東正教。